# 키메라가 있는 집

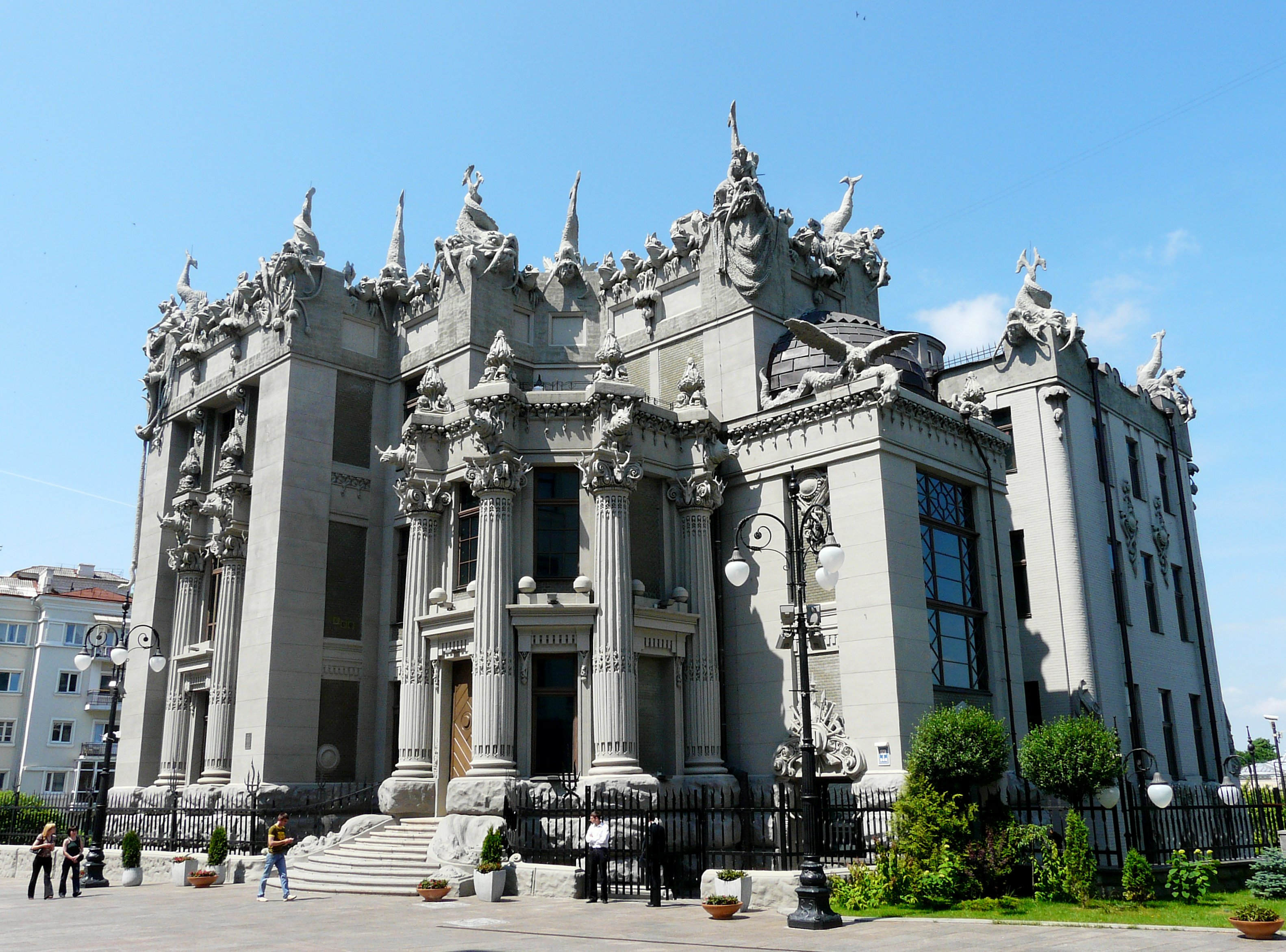

키메라가 있는 집(우크라이나어: Будинок з химерами, Budynok z khymeramy) 또는 호로데츠키의 집(블라디슬라프 호로데츠키의 이름을 따서 명명)은 우크라이나의 수도 키이우의 유서 깊은 리프키 지구에 위치한 아르누보 양식의 건물이다. 우크라이나 대통령 집무실 맞은편 반코바 거리 10번지에 위치한 이 건물은 2005년부터 공식 및 외교 행사를 위한 대통령 관저로 사용되었다. 건물 앞 도로는 모든 차량 통행이 금지되어 있으며, 대통령 행정실과 인접해 있어 현재는 순찰이 이루어지는 보행자 구역이다.
폴란드 건축가 브와디스와프 호로데츠키는 1901년부터 1902년까지 자신의 고급 아파트 건물로 사용하기 위해 키메라가 있는 집을 처음 건축했다. 하지만 세월이 흐르면서 호로데츠키는 재정난으로 결국 건물을 매각해야 했고, 그 후 여러 차례 주인이 바뀐 끝에 2000년대 초까지 공산당 병원이 사용했다. 건물이 비워진 후, 호로데츠키의 원래 설계도에 따라 내외부 장식이 완전히 재건축 및 복원되었다.
이 건물의 통칭은 호로데츠키가 열렬한 사냥꾼이었기에 이탈리아 건축가 에밀리오 살라가 조각한 이국적인 동물과 사냥 장면을 묘사한 화려한 장식에서 유래했다. 이 이름은 신화 속 키마이라를 뜻하는 것이 아니라, 동물 형상을 건물에 장식 요소로 사용하는 키메라 장식이라는 건축 양식을 의미한다. 호로데츠키의 독특한 건축 양식은 그에게 키이우의 안토니 가우디라는 찬사를 안겨주었다.